# Campeonato Internacional de Tênis de Santos
O Campeonato Internacional de Tênis de Santos é um torneio de tênis, que fez parte da série ATP Challenger Tour, realizado entre 2011 e 2016 nas quadras de saibro do Tênis Clube de Santos, em Santos, São Paulo, Brasil.  

## Histórico

### Nomes
| Anos      | Nome                                        |
| --------- | ------------------------------------------- |
| 2011–2012 | Santos Brasil Tennis Open                   |
| 2013–2016 | Campeonato Internacional de Tênis de Santos |

## Edições

### Simples
| Ano  | Campeões        | Finalistas          | Placar        | Ref.  |
| ---- | --------------- | ------------------- | ------------- | ----- |
| 2016 | Renzo Olivo     | Thiago Monteiro     | 6–4, 7–6(7–5) | [ 2 ] |
| 2015 | Blaž Rola       | Germain Gigounon    | 6–3, 3–6, 6–3 | [ 3 ] |
| 2014 | Máximo González | Gastão Elias        | 7–5, 6–3      | [ 4 ] |
| 2013 | Gastão Elias    | Rogério Dutra Silva | 4–6, 6–0, 6–2 | [ 5 ] |
| 2012 | Ivo Minář       | Ricardo Hocevar     | 4–6, 6–1, 6–4 | [ 6 ] |
| 2011 | João Souza      | Diego Junqueira     | 6–4, 6–2      | [ 7 ] |

### Duplas
| Ano  | Campeões                         | Finalistas                        | Placar            | Ref.   |
| ---- | -------------------------------- | --------------------------------- | ----------------- | ------ |
| 2016 | Sergio Galdós Máximo González    | Rogério Dutra Silva Fabrício Neis | 6–3, 5–7, [14–12] | [ 8 ]  |
| 2015 | Máximo González Roberto Maytín   | Andrés Molteni Guido Pella        | 6–4, 7–6(7–4)     | [ 9 ]  |
| 2014 | Máximo González Andrés Molteni   | Guillermo Durán Renzo Olivo       | 7–5, 6–4          | [ 4 ]  |
| 2013 | Pavol Červenák Matteo Viola      | Guilherme Clezar Gastão Elias     | 6–2, 4–6, [10–6]  | [ 10 ] |
| 2012 | Andrés Molteni Marco Trungelliti | Rogério Dutra Silva Júlio Silva   | 6–4, 6–3          | [ 11 ] |
| 2011 | Franco Ferreiro André Sá         | Gerald Melzer José Pereira        | 6–3, 6–3          | [ 12 ] |

## Ligações Externas
- Site Oficial